# 可視度
可視度（かしど、英: visibility）または干渉縞コントラスト（かんしょうじまコントラスト、独: Interferenzkontrast）は、光学、量子力学、水波、電気信号などの波の特性を持つ系の干渉の程度を表現する尺度である。一般に、2つ以上の波が重ねあわされ、それらの間の位相差が変化すると、合成波の強度 （ 量子力学においては確率 ）が振動し、干渉縞が形成される。二重スリット実験のようにスクリーン上の位置と位相差が対応している場合には、干渉縞全体を一度に見ることができる。マッハツェンダー干渉計のような場合には、位相差を時間的にスキャンすることで、時間的な干渉縞がオシロスコープなどを用いて観測できる。この合成波の強度の振幅と、元々の波の強度の総計との比が、可視度と定義される。
可視度は、2つの波（または1つの波とそれ自体）の一貫性を測定する実用的な方法を提供する。

## 光学においての可視度
線形光学干渉計で  （ マッハ・ツェンダー干渉計、マイケルソン干渉計、サニャック干渉計など ）、干渉は フリンジ（干渉縞）とも呼ばれる時間または空間にわたる強度振動として現れる。このような状況では、干渉可視度は「Michelson可視度」 または「フリンジ可視度」とも呼ばれる。このタイプの干渉の場合、2つの干渉波の強度（パワー）の合計は、特定の時間領域または空間領域での平均強度に等しくなる。可視度は次のように記述される： 
{\displaystyle \nu =A/{\bar {I}},}
振動強度と平均強度の振幅包絡線に関して：
{\displaystyle A=(I_{\max }-I_{\min })/2,}
{\displaystyle {\bar {I}}=(I_{\max }+I_{\min })/2.}
したがって、次のように書き換えることができる。
{\displaystyle \nu ={\frac {I_{\max }-I_{\min }}{I_{\max }+I_{\min }}},}
ここで、I maxは振動の最大強度であり、I minは振動の最小強度である。2つの光学場が理想的に同じ偏光の単色（単一波長のみで構成される）点光源である場合、予測される可視度は次のようになる。
{\displaystyle \nu ={\frac {2{\sqrt {I_{1}I_{2}}}}{I_{1}+I_{2}}},}
{\displaystyle I_{1}}と{\displaystyle I_{2}}はそれぞれの波の強度を示す。2つの光波の空間モードの不一致によって、可視度は理想的な場合の値から低下する。この意味で、可視度は2つの光波の空間モード間の同一性の尺度である。この干渉の定義は、水波と電気信号の干渉に直接適用される。

## 量子力学においての可視度
シュレーディンガー方程式は波動方程式であり、すべての物体は量子力学において波と見なすことができるため、干渉は遍在している。例として、Bose–Einstein凝縮体は干渉縞を示すことがある。また、原子集団は、ラムジー干渉計で干渉を示す。光子、原子、電子、中性子、および分子は、ダブルスリット干渉計で干渉を示している

## 参照資料
1. ↑  http://scienceworld.wolfram.com/physics/FringeVisibility.html
2. ↑  Fringe Contrast